# Vila Nova de Poiares
Vila Nova de Poiares  ist eine Vila und ein Kreis (Concelho) in Portugal mit 4111 Einwohnern (Stand 19. April 2021).

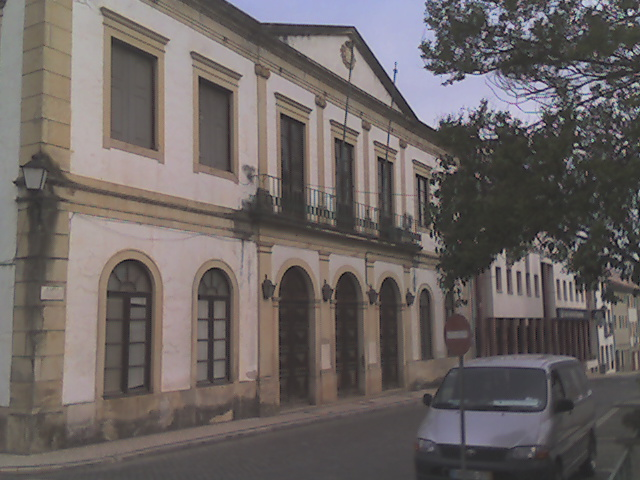
Das Rathaus (Câmara Municipal)

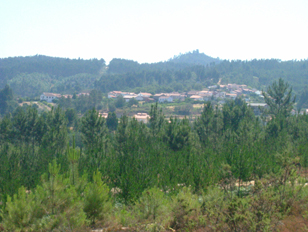
Landschaft im Kreis

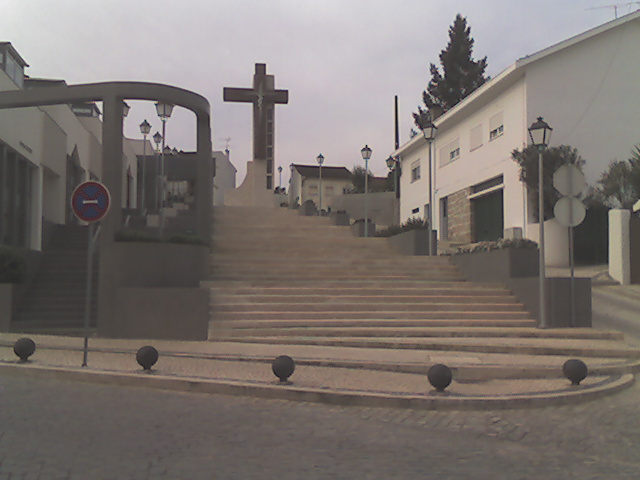
Das Christusdenkmal O Cristo in Vila Nova de Poiares

## Geschichte
Funde belegen eine Besiedlung durch den Menschen seit dem Neolithikum. Auch Römer und Araber hinterließen Spuren ihrer Anwesenheit. Zur Zeit der Regentschaft des Sancho I. (1185–1211) befand sich hier eine Herberge (Portugiesisch: Albergaria). Erstmals offiziell erwähnt wurde der heutige Ort als Albergaria de Poiares, als ihm 1195 im Zusammenhang mit der Herberge erste begrenzte Stadtrechte (Foral) verliehen wurden.
1836 wurde der Kreis erstmals formiert, als Santo André de Poyares. Nach mehreren Auflösungen und Neuordnungen blieb er seit dem 13. Januar 1898 ein eigenständiger Kreis. Am 17. August 1905 wurden die Ortschaften Santo André de Poiares und Aldeia Nova zum heutigen Ort zusammengeführt und zur Vila (Kleinstadt) erhoben.

## Verwaltung

### Kreis
Vila Nova de Poiares ist Verwaltungssitz eines gleichnamigen Kreises. Die Nachbarkreise sind (im Uhrzeigersinn im Norden beginnend): Penacova, Arganil, Góis, Lousã, Miranda do Corvo sowie Coimbra.
Die folgenden Gemeinden (Freguesias) liegen im Kreis Vila Nova de Poiares:

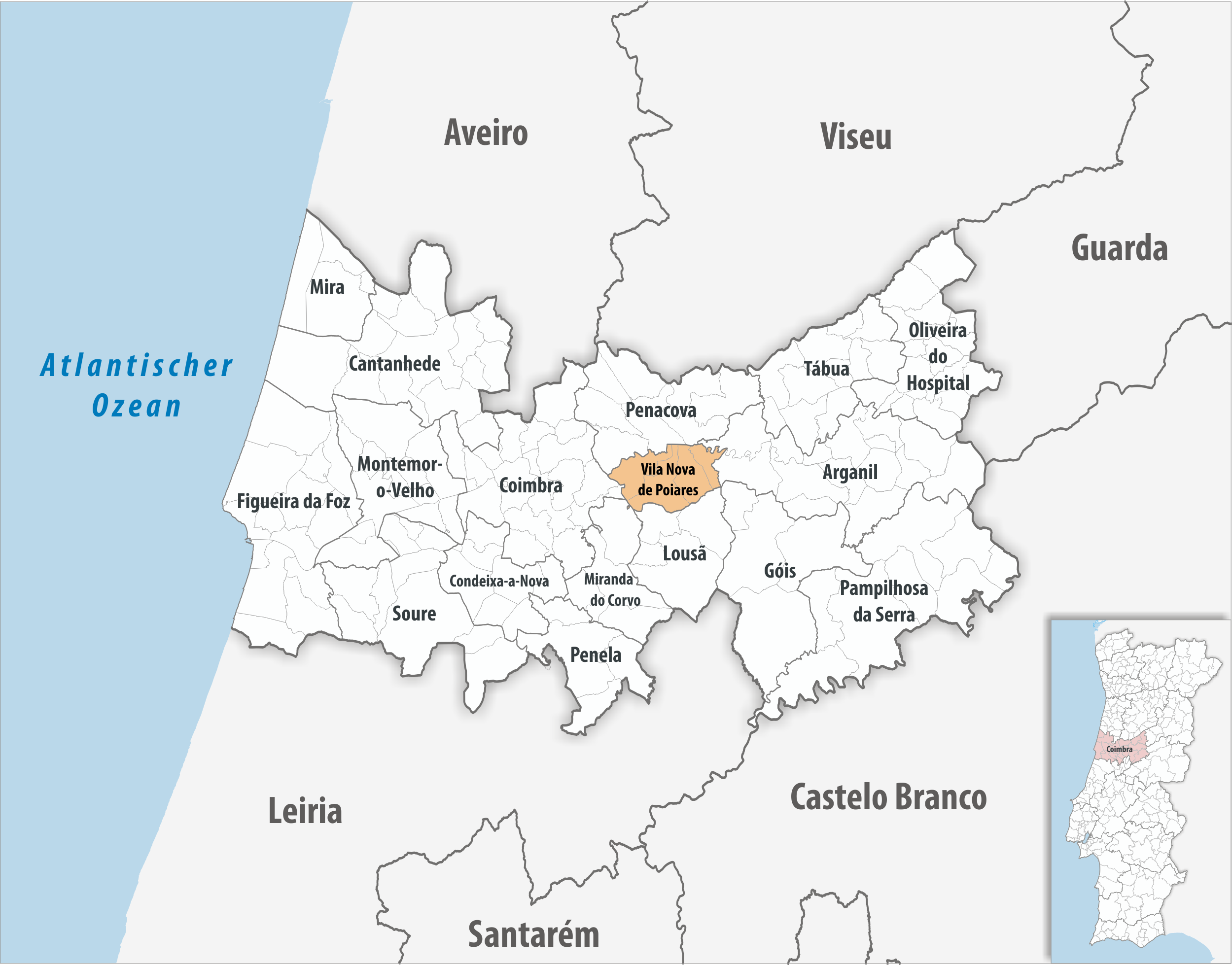
Kreis Vila Nova de Poiares

| Gemeinde                   | Einwohner (2021) | Fläche km² | Dichte Einw./km² | LAU- Code |
| -------------------------- | ---------------- | ---------- | ---------------- | --------- |
| Arrifana                   | 1.219            | 23,84      | 51               | 061701    |
| Lavegadas                  | 174              | 11,26      | 15               | 061702    |
| Poiares                    | 4.111            | 28,81      | 143              | 061703    |
| São Miguel de Poiares      | 1.299            | 20,54      | 63               | 061704    |
| Kreis Vila Nova de Poiares | 6.803            | 84,45      | 81               | 0617      |

### Bevölkerungsentwicklung
| 1849  | 1900  | 1930  | 1960  | 1981  | 1991  | 2001  | 2011  |
| 6 848 | 7 900 | 7 763 | 7 518 | 6 649 | 6 161 | 7 061 | 7 281 |

### Städtepartnerschaften
- Frankreich: Douchy-les-Mines;
- Polen: Mielec;
- Osttimor: Liquiçá (seit 2002);[6]
- Mosambik: Lichinga;
- Kap Verde: Maio;
- São Tomé und Príncipe: Caué;

in Anbahnung:
- Deutschland: Hungen;
- Guinea-Bissau: Mansôa;
- Brasilien: Búzios;
- Mosambik: Namaacha

## Kultur und Sehenswürdigkeiten
Der Dolmen Dólmen de São Pedro Dias, eine steinzeitalterliche Grabstätte, steht unter Denkmalschutz, ebenso der historische Ortskern. Auch eine Reihe Sakralbauten sind im Kreis denkmalgeschützt.
Im mehrgeschossigen städtischen Kulturzentrum, dem Centro Cultural de Poiares, sind u. a. Kino, Auditorium, Bibliothek und städtisches Museum zu finden.